# En semester för två
"En semester för två" är en svensk pop- och rocklåt från 1986 komponerad av Lars Friberg med text av  Lars Vemdahl och Lalla Hansson. Den spelades in av Hansson och gavs ut som singel 1986 på Septima Records (SEPS 2006).
"En semester för två" föregicks av singeln "Sin egen väg", men till skillnad från den inkluderades låten inte på Hanssons studioalbum Hejdlöst (1987). Det gjorde däremot B-sidan "(Sitter här och) tiden står still", en cover på Otis Reddings och Steve Croppers "(Sittin on) the Dock of the Bay".

## Låtlista
Sida A
1. "En semester för två" – 3:12 (Lars Friberg, Lars Vemdahl, Lalla Hansson)

Sida B
1. "(Sitter här och) tiden står still" – 3:22 ("(Sittin on) the Dock of the Bay", Otis Redding, Steve Cropper)